# Platygyriella pringlei
Platygyriella pringlei är en bladmossart som beskrevs av William Russell Buck 1984. Platygyriella pringlei ingår i släktet Platygyriella och familjen Hypnaceae. Inga underarter finns listade i Catalogue of Life.